# Mark Ferguson (Schauspieler)

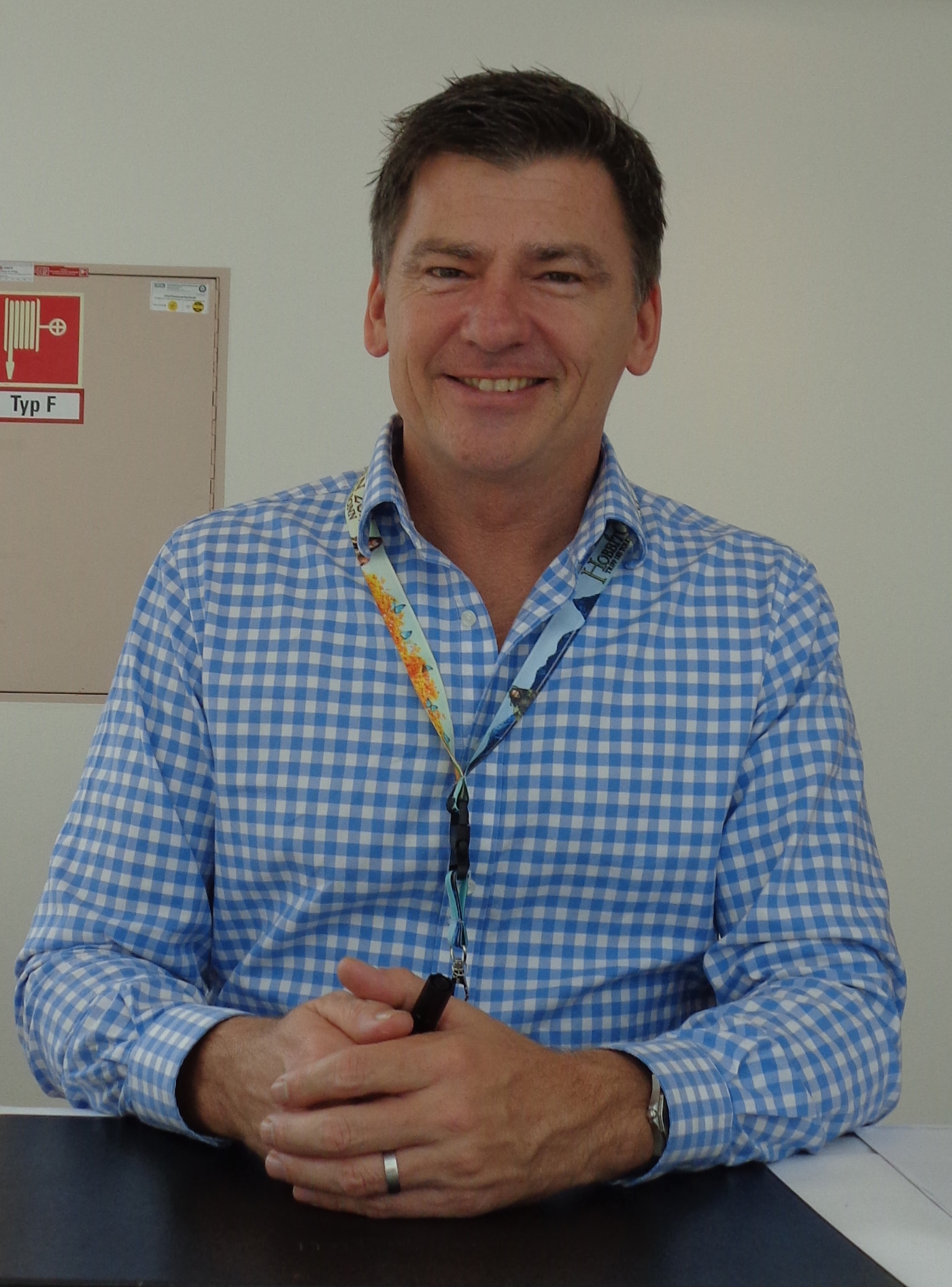
Mark Ferguson (2015)

Mark Ferguson (* 28. Februar 1961 in Sydney) ist ein australischer Schauspieler, der aber auch in vielen neuseeländischen Produktionen zu sehen ist und derzeit in Neuseeland wohnhaft ist. Anfang der 1980er Jahre erlangte er nationale Bekanntheit durch mehrere Besetzungen in TV-Serien, vor allem durch Sons and Daughters. Unabhängig davon tritt er auch als Fernsehmoderator auf.

## Karriere
Ferguson entstammt einer schottischen Familie. In der australischen Serie Chopper Squad wirkte er 1979 in einer Episode mit. Es folgte eine Besetzung im 1981 erschienenen Film The Added Dimension. In insgesamt 210 Episoden spielte er den Paul Sheppard in der TV-Serie Sons and Daughters. Parallel dazu wirkte er in der TV-Serie A Country Practice mit. 1993 war er im Spielfilm Anschlag auf die Rainbow Warrior zu sehen. Im Jahr 1994 folgten Besetzungen in der Serie Hercules und den dazugehörigen Spielfilmen Hercules und der flammende Ring und Hercules im Reich der toten Götter. In der Serie Xena – Die Kriegerprinzessin wirkte er in Episoden 1995, 1996, 1997 und 1999 in verschiedenen Rollen mit. In Peter Jacksons Der Herr der Ringe: Die Gefährten spielte er den Elben-König Gil-galad. Obwohl er nur wenige Minuten im Film zu sehen war, ist er einer der Stammgäste der Ring*Con, bei der er seit 2010 zusätzlich als eine Art Moderator (Master of Ceremonies) durch die Veranstaltung führt. In Power Rangers Mystic Force synchronisierte er 2006 den Gekkor, im darauf folgenden Jahr erschienenen Power Rangers Operation Overdrive den Moltor. Bis Ende 2017 war Ferguson Master of the Ceremonies bei der Hobbit Con und MagicCon in Bonn und nahm diese Rolle 2019 auf der MagicCon 3 wieder ein.

## Filmografie
- 1979: Chopper Squad (Fernsehserie, eine Folge)
- 1981: The Added Dimension (Kurzfilm)
- 1982–1984: Sons and Daughters (Fernsehserie)
- 1982–1987: A Country Practice (Fernsehserie, 6 Folgen)
- 1987: Gloss (Fernsehserie)
- 1988: Far Country (The Far Country, Fernsehfilm)
- 1992: Shortland Street (Fernsehserie)
- 1992: Marlin Bay (Fernsehserie)
- 1993: Anschlag auf die Rainbow Warrior (The Rainbow Warrior, Fernsehfilm)
- 1994: Hercules und der flammende Ring (Hercules and the Circle of Fire, Fernsehfilm)
- 1994: Hercules im Reich der toten Götter (Hercules in the Underworld, Fernsehfilm)
- 1994: Hercules (Hercules: The Legendary Journeys, Fernsehserie, eine Folge)
- 1995–1999: Xena – Die Kriegerprinzessin (Xena: Warrior Princess, Fernsehserie, 5 Folgen)
- 1996: Kartenhaus der Liebe (Every Woman’s Dream, Fernsehfilm)
- 1998: When Ponds Freeze Over (Kurzfilm)
- 2000: Above the Law (Fernsehserie, eine Folge)
- 2001: Cleopatra 2525 (Fernsehserie, eine Folge)
- 2001: Der Herr der Ringe: Die Gefährten (The Lord of the Rings: The Fellowship of the Ring)
- 2001: Spin Doctors (Fernsehserie)
- 2004: Living the Dream (Fernsehserie)
- 2004: Spooked
- 2006: Power Rangers Mystic Force (Fernsehserie, 5 Folgen, Stimme)
- 2007: Power Rangers Operation Overdrive (Fernsehserie, 21 Folgen, Stimme)
- 2007: Amazing Extraordinary Friends (Fernsehserie, eine Folge)
- 2011: My Wedding and Other Secrets
- 2012: Spartacus (Fernsehserie, eine Folge)
- 2013: The Blue Rose (Fernsehserie, eine Folge)
- 2017: 800 Words (Fernsehserie, 2 Folgen)